# Stemona
Genre
Classification phylogénétique
Stemona est un genre de plantes de la famille des Stemonaceae, originaire d'Extrême-Orient.

## Étymologie
Le nom générique, Stemona, a été formé sur la racine grecque stemon, étamine, et fait référence à la particularité des étamines, qui se remarquent par leur caractère foliacé, leur couleur verte et violette, et leur aspect insolite.

## Principales espèces
- Stemona japonica (Blume) Miq.
- Stemona parviflora C. H. Wright
- Stemona sessilifolia (Miq.) Miq.
- Stemona tuberosa Lour.

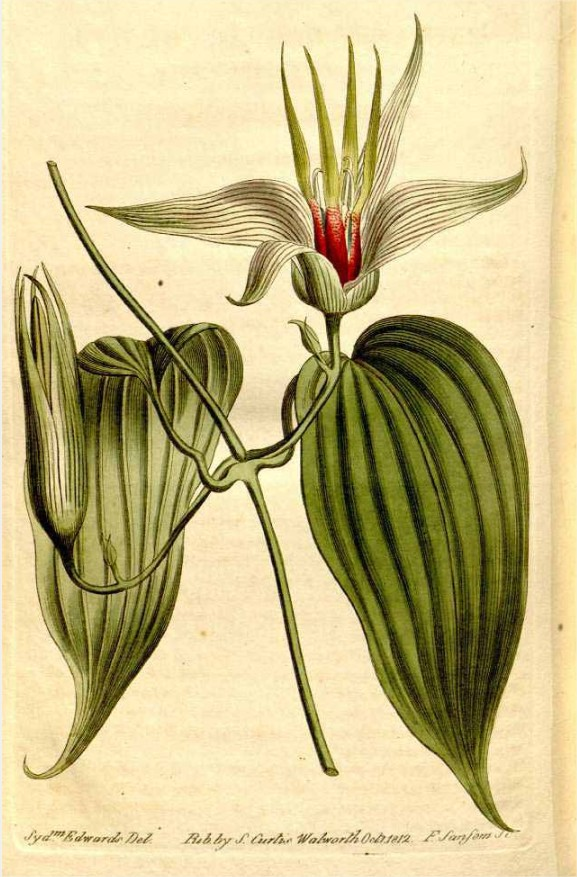
Stemona tuberosa